# Tzitzio
Tzitzio är en kommun i Mexiko.   Den ligger i delstaten Michoacán de Ocampo, i den södra delen av landet, 190 km väster om huvudstaden Mexico City.
Följande samhällen finns i Tzitzio:
- Manzana de Queretanillo
- Los Timones
- Páramo
- Copuyo
- La Huerta